# Rovolon
Rovolon (Rovołon in veneto) è un comune italiano di 4 842 abitanti della provincia di Padova in Veneto, situato ad ovest del capoluogo ai confini con la provincia di Vicenza. Il territorio si trova nella parte settentrionale del Parco Regionale dei Colli Euganei. Si tratta di un comune sparso, in quanto la sede municipale non si trova nell'omonimo borgo ma nella località di Bastia, sita nella parte pianeggiante del territorio.
Il nome "Rovolon" deriva probabilmente dal nome latino della pianta rubus, cioè 'rovo', ma potrebbe anche essere invece la voce dialettale roa, rova che invece significa 'ghiaia' e sta ad indicare un terreno ghiaioso, franoso.

## Geografia fisica
Il centro abitato di Rovolon si trova a 152 m s.l.m, adagiato sul versante settentrionale del Monte della Madonna, in una posizione sopraelevata dalla quale si può spaziare verso nord, dai Colli Berici a tutta la corona delle Prealpi Venete.
Bastia è la sede municipale del comune di Rovolon, sita a 19 m s.l.m. Si tratta del centro più importante del Comune dove, grazie alla sua posizione lungo la strada provinciale SP 38 Scapacchiò, si sono sviluppate le maggiori attività economiche sia agricole, che industriali/artigianali.
Ai piedi del Monte della Madonna, lungo la strada provinciale che porta a Este, sorge la frazione Carbonara, così chiamata perché luogo di raccolta e lavorazione del carbone dei boschi euganei.
Oltre alle due frazioni, vi sono altri agglomerati urbani di modesta dimensione: Lovolo (ai confini con la provincia di Vicenza), San Pietro, Fornasetta, Pozzetto, Castelletto.

## Clima
Il clima è continentale, tipico della Pianura Padana. Le estati sono afose e umide con possibilità di violenti fenomeni atmosferici (grandine). La limitata urbanizzazione e le ampie zone boschive del Parco Regionale dei Colli Euganei consentono di mitigare, anche se lievemente, le temperature massime di qualche grado rispetto al capoluogo. Gli inverni sono rigidi, caratterizzati da nebbie e scarse precipitazioni con temperature negative per tutto l'arco della giornata che portano a frequenti gelate (Stazione meteorologica di Monte Venda).

## Storia
Il nome della sede comunale deriva dalla "bastia", fortificazione costruita nel secolo XIII dai padovani per difendere i loro territori dall'incursione dei vicentini. E quando quel caposaldo fu distrutto dagli Scaligeri, alla località restò il nome di "Alla bastia". Nel 970 il territorio venne donato ai monaci di Santa Giustina dal vescovo di Padova Gauslino. Allora esso era denominato "terreno duro", perché impossibile da coltivare, ma fu poi bonificato e lavorato dai monaci e popolato successivamente dai loro coloni, per i quali i Benedettini costruirono la prima chiesa, dedicata a san Sebastiano.
Altra località, non distante dal confine con la provincia di Vicenza, è Carbonara.
Il fenomeno dell'incastellamento nel comune di Rovolon viene attestato per la prima volta dalle fonti scritte a partire dalla seconda metà del Duecento.
Informazioni aggiuntive riguardo alle famiglie che, nel tardo Duecento, avevano possedimenti accertati nel comune ci derivano dal "Liber possessionum", una sorta di "catastico", libro di carattere inventariale che ci deriva da Adelmota dei Maltraversi di Castelnuovo. La Rovolone del Duecento risulta infatti profondamente legata alla figura di Adelmota: sono infatti accertati dalle fonti molteplici possedimenti della donna all'interno del comune stesso e nelle sue vicinanze, per un totale di più di mille campi e un centinaio di immobili, una mole di possedimenti che da sola la rendeva proprietaria di più della metà del comitato di Rovolon. Fra i suoi possedimenti uno dei più degni di nota è sicuramente il castellaro, noto alle fonti successive come Castello delle Rocche, conservato in solo una delle sue torri, di stato profondamente danneggiato. 
Il castello fu devastato dai Vicentini nel 1198. Nel XIII secolo il paese fu saccheggiato ed incendiato da Ezzelino III da Romano, poi ancora nel XIV secolo dagli Scaligeri ed infine dai Veneziani che lo conquistarono nel 1405.
L'attuale chiesa parrocchiale di San Giorgio Martire venne edificata nel 1499 e consacrata nel 1502 dal vescovo Pietro Barozzi. 

### Simboli
Lo stemma è stato concesso con regio decreto del 13 marzo 1930.
Il gonfalone, concesso con D.P.R. del 2 ottobre 1989, è un drappo di bianco bordato d'azzurro.

## Monumenti e luoghi d'interesse
- Castello delle Rocche (metà del Duecento). Situato lungo la via che porta al Monte della Madonna, il castello era di proprietà della famiglia comitale dei Papafava[4][8]. L'antico castello, che comprendeva un'area molto ampia del territorio, inizia a presentare i primi segni di decadimento già dagli inizi del XIV secolo e nel 1373 si presenta già in stato di completo abbandono. Unica testimonianza materiale rimasta dell'antico castello è una torre, che si presenta in stato altamente frammentario[9].
- Chiesa di San Giorgio Martire (1499), esito di numerosi restauri.

## Società

### Evoluzione demografica
Abitanti censiti

## Economia
L'economia del comune è prevalentemente agricola, con coltivazioni di mais e cereali in pianura e vigneti e frutteti (ciliegi) in collina. Numerose sono le attività legate all'enogastronomia locale dei Colli Euganei (ristoranti, agriturismi, trattorie, enoteche).
Particolarmente importante è la produzione di vini frizzanti secchi, come il Serprino, frizzanti dolci come il Moscato, il Moscato Fior d'arancio e il Moscato Passito, il Pinello e tutta una serie di rossi, dal Cabernet al Merlot, al Raboso, tutti DOCG e DOC.
Nel territorio comunale è presente anche il parco di Frassanelle, dove è presente un percorso da golf a 18 buche.

## Infrastrutture e trasporti
Il territorio comunale è attraversato dalla Strada Provinciale SP 38 Scapacchiò, le cui diramazioni collegano il centro abitato di Bastia a comuni vicentini (Albettone, Barbarano Mossano, Nanto). Il più vicino casello autostradale (5 km) è Albettone-Barbarano, lungo la Autostrada A31 Valdastico. Da Rovolon ha origine la Strada Provinciale SP 77 Costigliola, che scende verso Treponti di Teolo e la zona termale.
Il territorio comunale è servito da tre linee di trasporto pubblico extraurbano, operate dalla società Busitalia Veneto, che collegano le frazioni a Padova, Caselle di Selvazzano, Este, e Abano Terme:
- S019: Barbarano - Bastia - Padova, attiva tutto il periodo dell'anno (escluse le domeniche e i giorni festivi) con frequenza media di una corsa ogni ora da/per Bastia, alcune corse prolungate fino a Carbonara e limitati passaggi a Rovolon;
- S0191: Vò - Bastia - Cervarese - Caselle di Selvazzano, attiva solo nel periodo scolastico settembre-giugno;
- S103: Vò - Bastia - Cervarese - Abano, attiva solo nel periodo scolastico settembre-giugno.
- S043: Cervarese - Bastia - Vò - Lozzo - Cinto - Este, attiva solo nel periodo scolastico settembre-giugno;

A Padova sono possibili numerose coincidenze su gomma per i comuni della provincia, nonché per l'aeroporto di Venezia e l'aeroporto di Treviso, e su rotaia tramite la Stazione di Padova. A Este sono possibili coincidenze su gomma per i comuni della Bassa Padovana.
Le più vicine stazioni ferroviarie sono a Grisignano di Zocco (15 km), Montegrotto Terme (20 km), e Padova (25 km).

## Manifestazioni locali
- Festa di San Mauro, a Bastia (metà gennaio)
- Festa dei Fiori, a Bastia (1º maggio)
- Festa dei Bigoli, a Carbonara (tutti i weekend di maggio)
- Festa del Pane e dei Dolci, a Bastia (primo weekend di giugno)
- Sagra di San Giovanni Battista, a Carbonara (ultimo weekend di giugno)
- Festa della Birra, a Rovolon (seconda metà di luglio)[12]
- Sagra della Madonna della Neve, a Bastia (prima settimana di agosto)
- Festa di San Martino, a Carbonara (11 novembre)
- Mercatini di Natale, a Bastia (due domeniche a dicembre)

## Amministrazione

### Sindaci[13]
| Anno | Nome                            |
| ---- | ------------------------------- |
| 1872 | Antonio Marin                   |
| 1881 | Ottavio Regensburger            |
| 1882 | Antonio Rosa                    |
| 1896 | Pietro Fasolo                   |
| 1890 | Marco Manfredini                |
| 1905 | Luigi Biego                     |
| 1909 | Modesto Menaldo                 |
| 1920 | Commissari prefettizi e podestà |
| 1946 | Novello Papafava dei Carraresi  |
| 1946 | Francesco Benino                |
| 1953 | Tito Tescaro                    |
| 1956 | Decimo De Biasi                 |
| 1959 | Luigi Forestan                  |
| 1961 | Antonio Ambrosi                 |
| 1965 | Renzo Grasselli                 |
| 1969 | Antonio Ambrosi                 |
| 1974 | Francesco Zavagnin              |
| 1979 | Danillo Rebecca                 |
| 1983 | Grazioso Gomiero                |
| 1988 | Dario Sinigaglia                |
| 1997 | Giampaolo Dal Pozzo             |
| 2001 | Francesco Baldan                |
| 2011 | Maria Elena Sinigaglia          |
| 2021 | Ermanno Magagnin                |

### Gemellaggi
- Cotiporã, dal 2010